# Rękopis znaleziony w butli
Rękopis znaleziony w butli (ang. MS. Found in a Bottle) – nowela amerykańskiego pisarza Edgara Allana Poe. Została po raz pierwszy opublikowana na łamach Baltimore Saturday Visiter 19 października 1833 roku.

## Opis fabuły
Anonimowy narrator, rozstając się z rodziną i krajem, wypływa jako pasażer na pokładzie statku transportowego z Batavii (teraz znanej jako Dżakarta, w Indonezji). Po kilku dniach podróży uderza w niego potężna fala, która porywa wszystkich poza narratorem i starym Szwedem. Niesieni przez tajfun dalej w stronę południową, zderzają się z wielkim czarnym galeonem. Tylko narrator jest w stanie resztą sił wdrapać się na pokład. Na statku widzi on członków załogi w podeszłym wieku, którzy nie dostrzegają jego obecności. Z kajuty kapitana kradnie przybory do pisania, w celu prowadzenia dziennika (tytułowego manuskryptu), po czym postanawia umieścić go w butli i wrzucić do morza. Statek płynie w kierunku południowym a gdy zbliża się do Antarktydy, załoga, mimo perspektywy zniszczenia, zdaje się wykazywać oznaki nadziei. Ostatecznie jednak galeon wpływa między jej potężne lody, gdzie zaczyna wciągać go ogromny wir wodny.

## Tematyka
Rękopis znaleziony w butli jest jedną z opowieści morskich Poe, obok W bezdni Maelströmu i Przygód Artura Gordona Pyma. Specyfika tej przerażającej historii bierze się z naukowych wyobrażeń i opisów fizycznego świata wykraczającego poza limity ludzkiej eksploracji. Podkreśla idee, zakomunikowane już na początku opowieści, kiedy to narrator zapowiada swoje oddanie realizmowi. Ów realizm zatraca się w otchłani wiru wodnego, jak i przypuszczalnie życie w niej traci również on sam.

## Interpretacja
Nowela bazuje po części na historii o Latającym Holendrze, jak również zawiera sugestie zgodne z ówczesną teorią pustej Ziemi Johna Clevesa Symmesa Jr. W jej myśl Ziemia jest pusta i ma otwory w biegunie północnym i południowym, w które miał się wlewać ocean. Oba motywy są razem skomponowane w symfonię strachu. W jakiej formie Poe poznał legendę o Latającym Holendrze nie jest jasne, możliwe, że dzięki tłumaczeniu Wilhelma Hauffa pt. Gespensterschiff. Kto szuka symboli w opowieści, nie przejdzie obojętnie obok obu statków i ich „pękatej kobiecości”, w której narrator szuka schronienia. Po śmierci matki Poe został sierotą i był oddany na wychowanie do rodziny zastępczej. Jak wiadomość w butelce mogła uciec wirowi, w który wpadł statek, nie zostało przez autora wyjaśnione.

## Publikacja

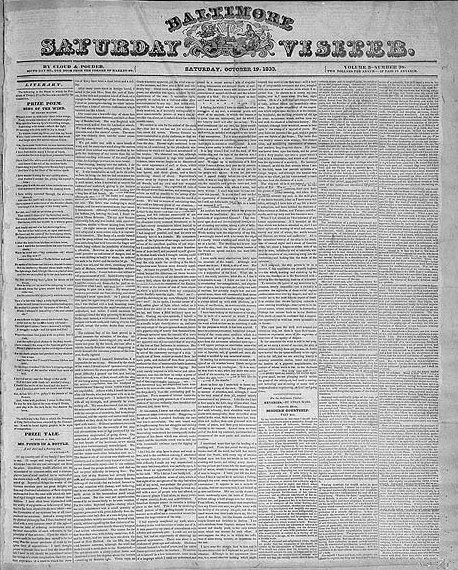
Baltimore Saturday Visiter z 19 października 1833 roku.

Na łamach Baltimore Saturday Visiter 15 czerwca 1833 roku, wydawcy Charles F. Cloud i William L. Pouder zapowiedzieli nagrody w wysokości 50 dolarów za najlepszą tekst pisany prozą i 25 dolarów za najlepszy wiersz, nie przekraczające 100 linijek i nadesłane w terminie do 1 października 1833 roku. Poe zgłosił Rękopis znaleziony w butli obok pięciu innych. Jury w składzie John Pendleton Kennedy, Dr. James Henry Miller i John H. B. Latrobe spotkało się w domu Latrobe'a i jednogłośnie wybrało nowelę Poe jako najlepszą. Nagroda została ogłoszona 12 października, a przedruk znalazł się w następnym wydaniu z 19 października z uwagą, że „Przedłożona historia została wybrana i nagrodzona przez komitet 50 dolarami. Jest ona bardzo obrazowa jeśli chodzi o styl jej kompozycji”. Poe zgłosił się również do konkursu z wierszem The Coliseum, który został opublikowany kilka dni później, jednak nie wygrał nagrody. 
W artykule z Philadelphia Saturday Museum z 4 marca 1843 roku, Henry B. Hirst wspomniał, że także Timothy Shay Arthur brał udział w owym konkursie.
Rękopis znaleziony w butli został przedrukowany w People's Advocate w Newburyport 26 października. 
Miał on być także częścią kolekcji zwanej Tales of the Folio Club. Folio Club był zaplanowany jako fikcyjne literackie stowarzyszenie. Idea była podobna w niektórych aspektach do tej z Opowieści kanterberyjskich autorstwa Geoffreya Chaucera. Raz w miesiącu każdy członek prezentowałby swoją historię. Saturday Visiter opublikował reklamę wzywającą prenumeratorów do ich kupna w cenie 1 dolara za sztukę. Jednak tydzień później gazeta ogłosiła, że autor wstrzymał się, wyjaśniając, że jego historie miały być wydrukowane w Filadelfii.

## Literatura
- a b Edgar Allan Poe (2000). Thomas Ollive Mabbott. ed. Tales and Sketches: 1831-1842. University of Illinois Press. pp. 30, 31. ISBN 0-252-06923-4.
- Sova, Dawn B. Edgar Allan Poe: A to Z. Checkmark Books, 2001.
- Edgar Allan Poe (1990). Stuart Levine and Susan Levine. ed. The Short Fiction of Edgar Allan Poe: An annotated edition. University of Illinois Press. p. 630. ISBN 0-252-06125-X.
- Silverman, Kenneth. Edgar A. Poe: Mournful and Never-ending Remembrance. Harper Perennial, 1991. pp. 90–93.